# اساسینز کرید سراب
اساسین کرید سراب یا میراژ (به انگلیسی: Assassin's Creed Mirage) یک بازی ویدئویی در سبک اکشن و ماجراجویی است که توسط یوبی‌سافت بوردو در سال ۲۰۲۳ توسعه و به‌وسیلهٔ یوبی‌سافت منتشر شد. ساخت این بازی حدود ۲ سال طول کشیده است. این بازی سیزدهمین قسمت از مجموعه اصلی اساسینز کرید و پیش‌درآمدی برای بازی اساسینز کرید والهالا به‌شمار می‌رود. بازی در بغداد و در قرن نهم، در دوران طلایی اسلام اتفاق می‌افتد. این بازی داستان بسیم بن اسحاق (شخصیتی که اولین بار در والهالا معرفی شد) که از دزد خیابانی به عضوی کامل از انجمن برادری اساسینزها، که برای صلح و آزادی می‌جنگند را دنبال می‌کند. آزادی، در برابر فرقه تمپلار که خواهان صلح از طریق کنترل است. این بازی به عنوان بازگشتی به ریشه‌های سری توصیف شده است که بر روی مخفی کاری، پارکور و ترورها تمرکز دارد و کمتر بر روی عناصر نقش‌آفرینی که در قسمت‌های اخیر به شدت به چشم می‌خورد تمرکز دارد سراب، چند روز قبل از رونمایی رسمی، توسط یوبی‌سافت تأیید شد و این شرکت، از اولین تصویر این بازی رونمایی کرد.
اساسین کرید سراب در ۵ اکتبر ۲۰۲۳ برای مایکروسافت ویندوز، پلی‌استیشن ۴، پلی‌استیشن ۵، ایکس‌باکس وان، ایکس‌باکس سری اکس/اس، و آمازون لونا منتشر شد. سراب برای عرضه بر روی آیفون ۱۵ پرو در ۶ ژوئن ۲۰۲۴ برنامه‌ریزی شده است.

## روند بازی
سراب یک بازی اکشن-ماجراجویی و مخفی‌کاری است که در نظر گرفته شده تا یادآور بازی‌های قدیمی‌تر اساسینز کرید باشد، خطی‌تر و داستان محورتر و تمرکز کمتری روی عناصر نقش‌آفرینی در مقایسه با قسمت‌های اخیر این مجموعه داشته باشد. این بازی به‌طور کامل در بغداد جریان دارد که به چهار منطقه تقسیم شده است. در برخی از مراحل بازی، بازیکنان همچنین از الموت، مقر قلعه پنهان شدگان دیدن خواهند کرد. پارکور، مبارزات نزدیک و مخفی کاری از عناصر اصلی گیم پلی بازی هستند. سراب همچنین نشان‌دهنده بازگشت ماموریت‌های ترور «جعبه سیاه» از اساسینز کرید وحدت و اساسینز کرید سندیکا است که در آن بازیکنان باید محیط را کاوش کنند تا راه‌های مختلفی برای دستیابی و از بین بردن اهداف خود پیدا کنند. بسیم به عنوان یک اساسین (پنهان شده)، زرادخانه بزرگی از سلاح‌ها و ابزارها، از جمله خنجر پنهان اساسین‌ها و بمب‌های دودزا را در اختیار خواهد داشت.

## داستان
بازی زندگی یک دزد خیابانی را در بر می‌گیرد که در دوران طلایی اسلام زندگی می‌کند و خواب‌هایی از یک جن می‌بیند و زیر نظر درویش در شهر انبار با دوست خود نهال به دزدی می‌پردازد یکی از روزها که بَسیم به خانه درویش بازمی‌گردد متوجه حرف‌های درویش با زنی به نام «روشن» که از اعضای فرقه پنهان‌شدگان (Hidden ones؛ که به نوعی زمینه‌سازان و پیشگامان فرقه اساسین‌ها محسوب می‌شوند) می‌شود که دربارهٔ یک آرتیفَکت (اجسام ساخت دست انسان، با انگیزه‌های فرهنگی و مذهبی)، که هم برای فرقه پنهان‌شدگان و هم برای گروه طریقت باستانی‌ها (Order of Ancients) بسیار مهم است.
بَسیم تصمیم می‌گیرد که عضو پنهان‌شدگان بشود و برای ثابت کردن خود به آنها چاره‌ای جز دزدیدن آن آرتیفَکت از خانه زمستان (winter place) ندارد. بسیم همراه با نهال به به خانهٔ زمستان می‌رود، و دیدار خلیفه با اعضای گروه طریقت باستانی‌ها را می‌بیند؛ وقتی بسیم در جعبه آرتیفَکت را باز می‌کند یک شئ دایره شکل هولوگرامی را می‌بیند که هولوگرامی از دو شخص را نشان می‌دهد، درست در همان لحظه خلیفه به بسیم حمله می‌کند و نهال خلیفه را می‌کشد و پس کمی تعقیب و گریز بسیم به خانهٔ درویش بازمی‌گردد. وقتی از خواب بیدار می‌شود روشن را در کنار خود می‌بیند؛ روشن در مورد اهمیت ان ارتیفکت می‌گوید و به بسیم اطلاع می‌دهد که برای رفتن به مقر اساسین‌ها قایق منتظر اوست اما بسیم خواهان دیدن دوستان خود و درویش قبل از سفر است؛ وقتی به محل می‌رسد می‌بیند که تمام دزدان انبار را به دار آویخته و به قتل رساندند به همین دلیل بسیم با نهال دعوا می‌کند که چرا خلیفه را به قتل رساندی. وقتی بسیم به قایق می‌رسد سربازان خلیفه جدید بسیم را دستگیر می‌کنند اما روشن آن‌ها را می‌کشد و بسیم را به مخفیگاه اساسین‌ها می‌برد یعنی الموت، جایی که حتی خود روشن هم آنجا به اساسین تبدیل شده.
بسیم بعد چند سال تمرین موفق می‌شود به یک اساسین تبدیل شود.
روزی نور (یکی از اعضای هیدن وان) زخمی به الموت بر می‌گردد و ظاهراً اعضای اوردر اف انشنز به او حمله کرده بودند. بسیم، روشن و بشی به بغداد می‌روند تا مقدمات حمله به اوردر اف انشنز را آماده کنند؛ سپس بسیم به اولین مأموریت هیدن وانی خود می‌رود یعنی به قتل رساندن الغول بسیم پس از کمی پرس و جو از فروشنده‌ها مکان الغول را پیدا و او را به قتل می‌رساند وقتی پر را آغشته به خون می‌کند دربارهٔ همان جن همیشگی که در خواب تماشا می‌کند را می‌بیند. سپس بعد چند وقت دوباره با دوست قدیمی خود یعنی نهال ملاقات می‌کند اینبار نهال از بسیم می‌خواهد دربارهٔ اساسین‌ها و اهدافشان بیشتر تحقیق کند. برای رسیدن به دومین هدف یعنی فضیل که به ظاهر یک فرد عالم است ولی در مخفیگاه خود روی افراد مختلف آزمایش می‌کند باید دنبال احمد یکی از فرزندان بانو موسی بگردد.
برای پیدا کردن احمد بسیم باید به House of widsom برود تا سرنخ‌هایی پیدا کند. بسیم پس از جمع‌آوری سرنخ‌ها به اسم دکتر حسن می‌رسد که یکی از زیر دست‌های فضیل است، بسیم پس از به قتل رساندن دکتر حسن و صحبت با احمد متوجه شخصی به نام زرا می‌شود. پس از کشتن زرا در خانهٔ خود می‌فهمد که فضیل قرار است در house of wisdom سخنرانی کند؛ وقتی بسیم به house of wisdom می‌رسد یک نفر به فضیل خبر می‌دهد که دو نفر از علما (زرا و دکتر حسن) به قتل رسیدن و بهتر است فضیل به مخفیگاه خود برود. بسیم پوششی پیدا می‌کند که به عنوان فردی که می‌خواهد روی او آزمایش شود پیدا می‌کند و به ملاقات فضیل می‌رود، بسیم در این موقع فرصتی پیدا می‌کند تا فضیل را به قتل برساند و در آخر دوباره پری که به خون آغشته می‌شود …
بسیم فقط سه هدف دیگر پیش رو دارد که قطعاً سخت‌تر از دو هدف قبلی هستند. بسیم بعد چند وقت ربکا (یکی از اعضای هیدن وان) را می‌بیند که از گرفتن مالیات زیاد تر از فروشنده‌ها می‌گوید و بسیم به بازار می‌رود تا این قضیه را موشکافی کند بسیم متوجه می‌شود که سومین عضو هیدن وان یعنی نینگ کسی است مالیات زیادی از مردم می‌گیرد تا پول اعضای اوردر اف انشنز را تأمین کند. بسیم برای اینکه تا وقتی که نینگ را به قتل میرسان خیالش از گرفتن مالیات از فروشنده‌ها راحت شود مسئول گرفتن مالیات را به قتل می‌رساند. بسیم پس از کمی جست و جو می‌فهمد قرار است مزایده‌ای بر سر یک سنجاق سینه که از چین وارد بغداد شده است برقرار شود و نینگ هم به شدت دنبال این سنجاق سینه است؛ بسیم پس از کمی تلاش سنجاق سینه را بدست می‌آورد تا برای معامله با نینگ، نینگ را ملاقات و او را به قتل برساند.

## توسعه
سراب به عنوان یک عنوان «کوچکتر» اساسینز کرید توصیف شده است و شبیه به بازی‌های قدیمی تر اساسینز کرید، تجربه بازی حدود ۱۵ الی ۲۰ ساعت طول می‌کشد. این بازی برای جشن پانزدهمین سالگرد مجموعه توسعه یافته بود، که در آن تیم از فناوری ساخته شده از بازی اساسینز کرید والهالا برای ایجاد یک بازی که ادای احترام به بازی اصلی است، استفاده کرد. این بازی همچنین دارای انیمیشن‌های پارکور جدید است که به بسیم اجازه می‌دهد تا شهر بغداد را به‌طور موثرتری طی کند.
قبل از معرفی خود در یوبیسافت فوروارد در ۱۰ سپتامبر ۲۰۲۲، سراب در اوایل همان سال با نام رمز شکاف (Rift) به بیرون درز کرد، زمانی که فاش شد که این بازی به عنوان یک بسته الحاقی برای والهالا قبل از تبدیل شدن به یک نسخه مستقل شروع شد.

## انتشار
اساسینز کرید سراب در اکتبر سال ۲۰۲۳ برای مایکروسافت ویندوز، پلی‌استیشن ۴، پلی‌استیشن ۵، ایکس‌باکس وان، ایکس‌باکس سری اکس/اس و آمازون لونا منتشر شد. بازی در دو نسخهٔ Deluxe و استاندارد، در دسترس می‌باشد و دارای قیمت‌های ۵۰ و ۶۰ دلاری است. نسخهٔ Deluxe، محتویات بیشتری را دارد. از جمله این محتویات، می‌توان به ماجرای چهل دزد بغداد، اشاره کرد.